# Borucino (województwo pomorskie)
Borucino (kaszub. Borëcëno) – wieś w Polsce, położona w województwie pomorskim, w powiecie kartuskim, w gminie Stężyca, na Kaszubach, w obrębie Pojezierza Kaszubskiego, częściowo na terenie Kaszubskiego Parku Krajobrazowego, w pobliżu szlaku wodnego „Kółko Raduńskie” oraz nad Boruckim Jeziorem. Przez wieś przepływa Borucinka, będąca dopływem Jeziora Raduńskiego Górnego. Wieś jest siedzibą sołectwa Borucino, a przez miejscowość przebiega także czarny Szlak Wzgórz Szymbarskich.
Borucino 31 grudnia 2014 r. miało 333 stałych mieszkańców, z których 324 osoby mieszkały w głównej części wsi.
Wieś znajduje się w pobliżu Bramy Kaszubskiej, pomiędzy jeziorami Raduńskim Dolnym i Raduńskim Górnym. Przez wieś przebiega Droga wojewódzka nr 228.
W miejscowości znajduje się również kąpielisko, które cieszy się popularnością wśród turystów odwiedzających region. Dodatkowo, na terenie wsi dostępne są różnorodne udogodnienia dla mieszkańców i turystów, takie jak ogólnodostępne boisko do piłki nożnej, plac zabaw dla dzieci oraz sala wiejska pełniąca funkcję świetlicy wiejskiej.

## Historia
Borucino jest miejscowością o długiej historii, sięgającej XVI wieku. W II połowie tego stulecia wieś należała do powiatu mirachowskiego w województwie pomorskim I Rzeczpospolitej. Miejscowość była szlachecka, co oznacza, że znajdowała się w rękach szlachty pomorskiej, a jej mieszkańcy posiadali określone prawa i obowiązki, w tym obowiązek służby wojskowej na rzecz króla.
Po III rozbiorze Polski w 1795 roku Borucino, podobnie jak reszta Pomorza, znalazło się w granicach Prus. W czasie zaborów wieś była częścią prowincji Prusy Zachodnie. Po odzyskaniu niepodległości przez Polskę w 1920 roku Borucino stało się częścią Polski, wchodząc w skład powiatu kartuskiego w województwie pomorskim.
W czasie II wojny światowej niemiecka nazwa miejscowości Borruschin została zmieniona na Borschmühl. W marcu 1945 roku we wsi miały miejsce brutalne wydarzenia związane z gwałtami i morderstwami, które zostały dokonane przez żołnierzy Armii Czerwonej.
Po wojnie miejscowość została włączona do Polski Ludowej. W 1975 roku rozpoczęły się zmiany administracyjne w regionie, a Borucino, podobnie jak inne miejscowości, zostało poddane reorganizacji administracyjnej i stała się częścią województwa gdańskiego. Do 31 grudnia 2023 roku częścią wsi była osada Kamienny Dół, która została zniesiona na mocy rozporządzenia.

## Współczesność
Obecnie Borucino jest jednym z punktów rozwoju turystyki ekologicznej na Kaszubach, szczególnie w związku z Kaszubskim Parkiem Krajobrazowym oraz bliskością jezior. Miejscowość stanowi również ważny ośrodek naukowy, w szczególności dzięki działalności Centrum Monitoringu i Ochrony Wód Uniwersytetu Gdańskiego.